# Allie Gonino
Alyssa Jean "Allie" Gonino, née le 30 mars 1990, est une chanteuse, musicienne, auteur-compositrice, actrice et danseuse américaine.

## Biographie
Allie, née Alyssa Jean, a grandi à Rockwall au Texas. À l'âge de 7 ans, elle commence à apprendre le violon classique et prend des leçons de ballet classique. Durant les six années suivantes, elle effectue de nombreux concerts de musique country dans la région de Dallas-Fort Worth en chantant et en jouant du violon et de la mandoline.
Au lycée, Allie s'éprend pour le théâtre. Son amour pour le théâtre ne cessera de grandir et ira de pair avec ses autres passions artistiques. 
Un mois après sa seconde année, elle abandonne l'école secondaire pour déménager à Los Angeles pour se consacrer entièrement à la musique et à la comédie.
À 16 ans, elle obtient son diplôme de fin d'étude (General Educational Development).

## Filmographie

### Cinéma
- 2013 : Geography Cub : Kimberly

### Court-métrage
- 2007 : Love : Une pompom-girl

### Téléfilms
- 2013 : Portées disparues (Hidden Away) : Rachel
- 2013 : Mes parents terribles (Mom and Dad Undergrads) : Zoe
- 2015 : Les pêchés du passé (The Preacher's Sin) : Jamie Barringer

### Séries télévisées
- 2007 : Allie Singer : Une fille impostrice
- 2007 : Cory est dans la place : Monique
- 2007 : Wish gone Amiss : Monique
- 2009 : La Vie de palace de Zack et Cody : Marissa
- 2009 : Lie to Me : Susan
- 2009 : Rita Rocks : Allison
- 2009-2010 : 10 Things I Hate About You: Michelle
- 2011-2013 : The Lying Game : Laurel Mercer
- 2014 : Hawaii 5-0 : Lea Nohoa
- 2016 : Scorpion : Jesse (saison 4 épisode 10)